# 山梨県総合球技場構想
山梨県総合球技場構想（やまなしけんそうごうきゅうぎじょうこうそう）では、山梨県甲府市の山梨県小瀬スポーツ公園に建設が計画されているサッカー、ラグビー、アメリカンフットボールなどの球技場建設に向けた一連の経緯について記述する。

## 概要
総合球技場の構想は2006年のサッカー専用スタジアム構想からはじまり、その後2014年には総合球技場構想による署名提出、2016年の検討委員会での議論を経て2017年に候補地策定がされており、着工に向け準備が進められている。山梨県が中央新幹線の山梨県駅（仮称）予定地に関連した「リニア環境未来都市」の一環として整備されるものであり、事業は山梨県が主体となっている。
なお、「山梨県総合球技場」の名称は仮称であるが、山梨県庁の資料 や一部マスメディア でも使用していることから、正式名称が決定するまで項目名とする。

## 山梨県内屋外球技施設の状況

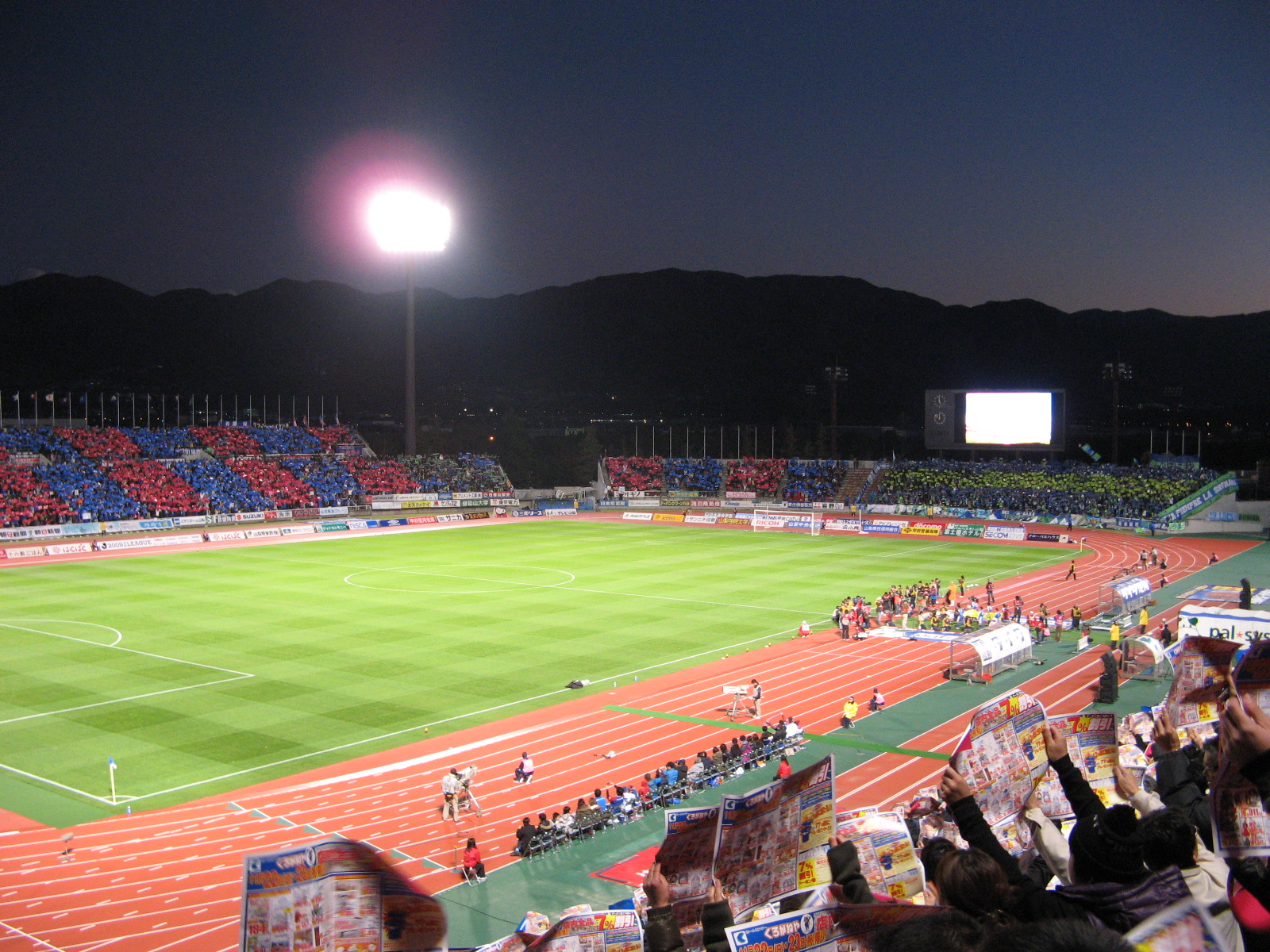
県内の主要競技大会が集中して行なわれる小瀬陸上競技場。設備の老朽化やスケジュール等の課題が多くある。

2017年現在、山梨県のサッカー、ラグビー、アメリカンフットボールの主要大会は山梨県小瀬スポーツ公園に陸上競技場（2011年よりネーミングライツにより「山梨中銀スタジアム」→2021年から「JITリサイクルインクスタジアム」。以下、「小瀬陸上競技場」または命名権の時期により「山梨中銀スタジアム」「JITスタジアム」と表記）で行われている。
| 球技名                 | 使用用途 |
| ---------------------- | --- |
| サッカー               | 日本プロサッカーリーグ（Jリーグ）・ヴァンフォーレ甲府のホームスタジアムであり、2016年はすべてのホームゲームが当競技場で開催されている。その他、全国高等学校サッカー選手権大会山梨県大会の決勝戦、山梨県サッカー選手権大会の決勝戦も当競技場で開催される。 |
| ラグビー               | ジャパンラグビートップリーグの試合（2011年以降はサントリーサンゴリアスの主管試合）が年1回当競技場で開催されている。その他UTY招待ラグビー（山梨県選抜対山梨学院大学ラグビー部）の試合も当競技場にて開催されている。                                        |
| アメリカンフットボール | 清里高原の開拓者で、日本にアメリカンフットボールを普及させたポール・ラッシュを冠とした「ラッシュボウル」が当競技場で開催される。 |

一方、後述の通り小瀬陸上競技場において設備面とスケジュールに問題が発生しており、他競技・球技場でも設備面等の制約があることから、新たな専用球技場の設置が求められている。

### 球技全体における問題
小瀬陸上競技場は1985年に翌年開催されたかいじ国体のメイン会場として竣工した施設であり、その後1997年にメインスタンドの座席化（第一期改修）、2005年から2006年にかけてメインスタンドおよびサイドスタンドの増設・座席化（弟二期改修工事） が行なわれたが、メインスタンドは放送設備などを除き竣工時のまま使用されている。そのため2016年時点で築30年を超え老朽化が進行している。
また、3球技以外にも山梨県内唯一の第1種公認競技場であり、県内の主要陸上競技はほぼ小瀬で開催しているほか、グラウンド・ゴルフなどの球技大会でも使用されている。そのため秋頃の繁忙期では早いうちにスケジュールが埋まることが多く、競合する場合は日程を調整するか他競技場を使用するなどの対応を求められる。たとえば11月に開催される全国高等学校ラグビーフットボール大会山梨県大会はスケジュールの取りにくい小瀬陸上競技場は使用せず南アルプス市にある県営の御勅使南公園ラグビー場を使用しており、全国高等学校サッカー選手権大会の山梨県大会も開会式と準決勝・決勝戦を除き他施設を使用している。県営競技場としては小瀬や御勅使以外にも富士北麓公園（陸上競技場・球技場）があるが、御勅使南公園ラグビー場および富士北麓公園もかいじ国体にあわせて建設または改修された建築物であり小瀬陸上競技場同様老朽化が進行している。御勅使南公園ラグビー場は小瀬陸上競技場と比べトラックがない分球技観戦には適しているが照明設備や電光掲示板が設置しておらず、富士北麓公園も2018年に夜間照明設備が設置されたがスコアボードはパネル式のままであり、また駅や市街地から離れており公共交通機関もほぼ末設定であることなどアクセスにおいても問題が多い。その他の球技が可能な競技場は市町村営であり、自治体そのものが小規模であることから大規模大会には対応していない。
| 競技場名                                            | 所在地                     | 位置                                     | 管轄                       | 収容人数                   | 照明                       | スコアボード                    | 陸上                       | 備考                                                  | 出典                       |
| 検討委員会で報告された施設                          | 検討委員会で報告された施設 | 検討委員会で報告された施設               | 検討委員会で報告された施設 | 検討委員会で報告された施設 | 検討委員会で報告された施設 | 検討委員会で報告された施設      | 検討委員会で報告された施設 | 検討委員会で報告された施設                            | 検討委員会で報告された施設 |
| --------------------------------------------------- | -------------------------- | ---------------------------------------- | -------------------------- | -------------------------- | -------------------------- | ------------------------------- | -------------------------- | ----------------------------------------------------- | -------------------------- |
| 小瀬陸上競技場 （JITリサイクルインクスタジアム）    | 甲府市                     | 北緯35度37分20.21秒 東経138度35分22.91秒 | 山梨県                     | 17,256                     | 〇                         | 大型映像装置                    | 第1種                      | 全席固定席 Jリーグでは15,853人収容                    |                            |
| 富士北麓公園陸上競技場                              | 富士吉田市                 | 北緯35度27分14.81秒 東経138度46分4.87秒  | 山梨県                     | 11,105                     | 〇                         | パネル式 （サッカー得点、時間） | 第2種                      | メインスタンドのみ固定席、他は芝生席                  |                            |
| 富士北麓公園球技場                                  | 富士吉田市                 | 北緯35度27分14.81秒 東経138度46分4.87秒  | 山梨県                     | 5,600                      | ×                          | パネル式 （ラグビー得点、時間） |                            | 全席芝生席                                            |                            |
| 御勅使南公園ラグビー場                              | 南アルプス市               | 北緯35度40分8秒 東経138度27分35秒        | 山梨県                     | 1,870                      | ×                          | パネル式 （ラグビー得点、時間） |                            | AグラウンドとBグラウンドがある                        |                            |
| 緑が丘スポーツ公園陸上競技場                        | 甲府市                     | 北緯35度40分53.4秒 東経138度33分33.5秒   | 甲府市                     | 不明                       | ×                          | なし                            | 第2種                      | メイン、バックスタンドは固定席 サイドスタンドは芝生席 |                            |
| 韮崎中央公園陸上競技場                              | 韮崎市                     | 北緯35度43分20.69秒 東経138度26分20.94秒 | 韮崎市                     | 4,000                      | ×                          | なし                            | 第5種                      | メインスタンドのみ固定席、他は芝生席                  |                            |
| 櫛形総合公園陸上競技場 （日世南アルプススタジアム） | 南アルプス市               | 北緯35度37分3秒 東経138度27分23秒        | 南アルプス市               | 4,500                      | ×                          | なし                            | 第3種                      | メインスタンドのみ固定席、他は芝生席                  |                            |
| くぬぎ平スポーツ公園サッカー場                      | 富士河口湖町               | 北緯35度27分48.94秒 東経138度44分12.95秒 | 富士河口湖町               | 13,000                     | ×                          | なし                            |                            | うち固定席2,000人                                     |                            |
| その他の施設                                        |                            |                                          |                            |                            |                            |                                 |                            |                                                       |                            |
| 韮崎中央公園芝生広場                                | 韮崎市                     | 北緯35度43分20.69秒 東経138度26分20.94秒 | 韮崎市                     | 3,000                      | ×                          | なし                            |                            | 全席芝生席                                            |                            |
| 押原公園グラウンド                                  | 昭和町                     | 北緯35度37分50秒 東経138度32分24秒       | 山梨県サッカー協会         | 天然芝：500 人工芝：700    | 天然芝：× 人工芝：〇       | なし                            |                            | 人工芝グラウンドのみ固定席100人                       |                            |

さらに国民体育大会用に建設された陸上競技場であり、仮設スタンドの設置などを考慮した設計であることからスタンドの傾斜が緩くいことや、スタンドとフィールドの間に陸上競技用トラックや助走路があり球技専用施設である長野県松本平広域公園総合球技場（アルウィン）のスタンドがほぼ収まるほどの距離がある。

### ヴァンフォーレ甲府における問題
Jリーグに所属するヴァンフォーレ甲府は小瀬陸上競技場をホームスタジアムとしているが、使用不可能になった場合県内に代替施設がなく、代替開催を行なう場合は県外の施設を使用せざるを得ない状況である。たとえば2013年11月20日の天皇杯全日本サッカー選手権大会4回戦（対コンサドーレ札幌戦）では小瀬陸上競技場でグラウンド・ゴルフ大会が行なわれる関係で開催が不可能となり、ホームの優先開催権を得ていたにもかかわらず山梨県サッカー協会が開催に名乗りを挙げることが出来ず、山梨県から1000kmほど離れた熊本県のうまかな・よかなスタジアムで開催せざるを得ない状況に陥っている。天皇杯の3日後に中銀スタジアムでJ1リーグ戦があったことからヴァンフォーレ甲府の城福浩監督（当時）は「水曜開催となった川崎フロンターレと横浜F・マリノスはホームでやれるけれど、われわれはできない。これが現実です。われわれのような市民クラブがJ1に居続けつつ、天皇杯でも夢を見ようと思ったら、県全体が協力してくれないと無理」と苦境を訴えている
。
山梨県内で唯一Jリーグの試合が開催できる小瀬陸上競技場も2013年に導入されたJリーグクラブライセンス制度において屋根のカバー率不足による「B等級基準未不充足」で制裁対象となっている。B等級基準をクリアするには「観客席の3分の1を屋根で覆うこと」 が求められているが、メイン・バック・サイドの各スタンドで建設・改修年が異なることや費用面の問題 から改善が難しい一方、このまま改善が行なわれないと制裁から戒告、さらには必須とされるA等級基準に格上げされた場合 ライセンス不交付（成績に関係なくライセンス基準の緩い下位ディビジョンへの降格、または上位ディビジョンへの昇格不可を意味する）となる恐れもあるが、2019年に一部改正され、既存施設を上位ライセンス所得から3年以内の基準化充足改修工事を完成させるか、別の箇所に上位ライセンスを取得し、かつ上位リーグに初めて昇格してから5年以内にJリーグが定義する理想の新スタジアムを完成させる（その場合でも3年以内に建設予定地などの、具体的な計画書の提出を義務付ける。3年以内に着工済みであれば、既存改修の3年ルールとの併用で最大8年以内の猶予に延長も可能）ことを前提として、上位ライセンスを発給できる場合がある。
トイレについてはB等級基準をクリアしており制裁対象外であるが、これは「定員の60パーセント基準」の特別ルール（小瀬陸上競技場のJリーグ開催時の定員は15,853人であるが、トイレについては60パーセントである9,512人を基準にしている）を適用している。ヴァンフォーレ甲府の平均観客動員数は2016年で10,833人と定員の60パーセントを超えており、同年の浦和レッドダイヤモンズ戦（15,508人、約98パーセント）やサガン鳥栖戦（14,676人、約92パーセント）といった定員に近い観客動員があった場合、トイレの数が不足している。
アジアサッカー連盟（AFC）の基準はさらに厳格で、「座席は30cm以上の背もたれのあるものとする、かつAFCチャンピオンズリーグ出場であれば5000人以上、AFCカップであれば3000人以上の左記条件を充足した個別席を設置することを義務付ける」とし、それ以外は観客席として認められない（立見席、芝生席も観客席として認めていない）。小瀬陸上競技場の観客席は全席背もたれのないベンチ席であり、AFCの基準だと「観客席のないスタジアム」となる。実際、2022年の第102回天皇杯全日本総合選手権で優勝したことでAFCチャンピオンズリーグ2023/24の出場権を得たが、小瀬（JITスタジアム）が使用できない恐れがあり、代替地としてACL基準を充足する近隣都県（国立競技場、松本・サンプロアルウィンなど）での代替開催も検討しなければならないと報じられている。なおACL2023について、ヴァンフォーレ甲府はJリーグやAFCに対して、グループステージの主管試合については国立競技場で開催する予定で登記していたことを明かした。

## 略歴
- 1985年 - 小瀬スポーツ公園陸上競技場竣工。
- 2006年3月 - 小瀬スポーツ公園陸上競技場第二次改修完了。
- 2014年4月25日 - 球技4団体が総合球技場建設を県に陳情。
- 2014年9月12日 - 球技4団体が9万5627筆の署名を県に提出。
- 2016年2月4日 - 県知事が整備を前提とした検討に入ることを表明。
- 2016年6月3日 - 球技場建設に向けた検討委員会の設置。
- 2016年12月22日 - 検討委員会による報告書を後藤知事に提出。
- 2017年7月11日 - 建設候補地を小瀬スポーツ公園にすることを発表。
- 2017年12月19日 - 基本計画検討委員会の設置。
- 2019年3月20日 - 基本計画のモデルプラン（後藤案）が長崎知事に提出。
- 2019年11月26日 - 長崎知事が後藤案の全面見直しを発表。

## 経過

### 構想までのサッカー・ラグビー競技施設

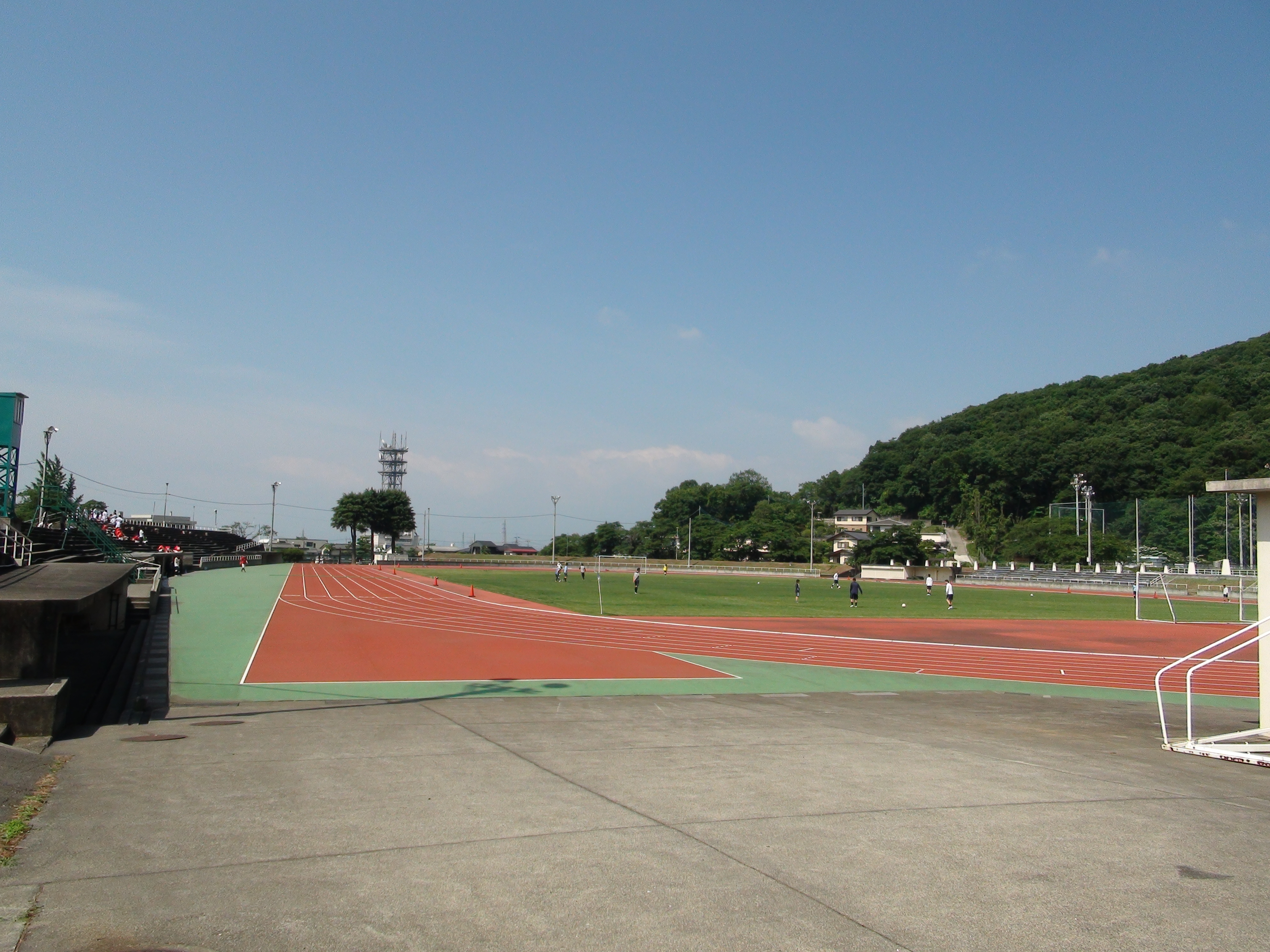
小瀬スポーツ公園が整備されるまで山梨県の主要競技場であった緑が丘スポーツ公園陸上競技場。かつては陸上競技場に隣接する形でサッカー場も存在した。

山梨県は第二次世界大戦前後まで山梨県立飯田野球場に隣接していた県営グラウンド（現在は山梨県立大学飯田キャンパスがある場所）にて球技大会等が行われていたが、1952年に山梨県営総合運動場が整備され、第34回天皇杯全日本サッカー選手権大会の決勝戦も開催されている。陸上競技場と共にサッカー場も設置され、1972年よりJSL2部に参入した甲府サッカークラブ（ヴァンフォーレ甲府の前身。以降甲府クラブ）のホームスタジアムとして使用していたが、1988年に甲府市へ移管され「甲府市緑が丘スポーツ公園サッカー場」と改称されたのち1990年代に老朽化のため閉鎖・解体され、船出広場となった。以降山梨県営および甲府市営のサッカー競技専用施設は存在しない。
甲府クラブがヴァンフォーレ甲府としてJリーグに参入する際、Jリーグの参入に必要な競技施設は存在しなかったが、小瀬陸上競技場の改修で対応することになり、以降小瀬陸上競技場が山梨県内のサッカー競技の主要施設となった。ヴァンフォーレ甲府が経営問題を抱えていたこともあり、支持団体やサポーターは小瀬陸上競技場の改修や増築で対応する要望を出したことから新たにプロサッカーの試合に対応したサッカー場を設置する動きはほとんど見られなかった。またラグビーについても県内の主要大会や試合は御勅使南公園内にあるラグビー場や富士北麓公園内にある球技場があり、観客が望まれるジャパンラグビートップリーグの試合も山梨での開催は年1回程度で小瀬陸上競技場を使用すれば充分であった。

### 山本知事の対応

#### サッカー専用スタジアムとしての構想
2006年11月26日のヴァンフォーレ甲府ホームゲーム最終戦後、挨拶のため臨席した山本栄彦知事（当時）が観客の前で「（来年の知事選に再選した場合）サッカー専用スタジアムの早期建設」を公言した。この発言に関してヴァンフォーレ甲府の支持団体やサポーターからは歓迎されたが、山本知事と対立する自民党系議員が多数を占める山梨県議へは事前通告や根回しがなく、報道によって初めて知らされたまさに「寝耳に水」の状態であったため、12月7日に開催された山梨県議会定例会にて「小瀬陸上競技場を改修したばかりなのにもう専用スタジアムをつくるのか」「県有地の当てはあるのか、新たに取得するのか、建設費や財源、維持管理費は一体どのくらい予定しているか。」との質問が飛び、これに対し山本知事は「山梨に専用のサッカースタジアムをつくるには、建設場所や財源、整備方法や運営方法など、さまざまな課題があることは十分承知している。」「来期以降もJ1で活躍し続け小瀬陸上競技場が常に満員のサポーターで埋まるような状況になれば、いずれ専用スタジアムが必要だという県民世論がまき起こるであろうと考えます。」と慎重な回答に転じたことで「（2007年1月に投開票が行われる）県知事選挙を見据えたリップサービス」「その場の衝動的な発言」と批判を受けている。
ヴァンフォーレ甲府のクラブ公認支援団体である「ヴァンフォーレ後援会」は県知事選挙に立候補を表明していた4候補（山本栄彦、石原秀文、金子望、横内正明）に専用サッカー場についての質問状を送付し、4候補からの回答を得て同年12月30日に公開を行なった。山本知事は上述の県議会でのやり取りもあり「早急な建設は予算的に厳しい」と翻意し、石原と金子の両候補も「時期尚早である」など早期建設に否定的見解を行なったが、横内は「ラグビーやアメリカンフットボールも使用可能な総合球技場の建設を検討したい」とサッカー専用ではなく「早期」と言う文言は使用しなかったものの球技場そのものについて前向きな回答を行なっている。2007年1月に投開票が行われた県知事選挙では横内が当選を果たし、2月に就任した。

### 横内知事の対応

#### 総合球技場としての構想
その後は小瀬陸上競技場が改修されたばかりであることや、主に利用する予定のヴァンフォーレ甲府が練習場の確保を優先したこと、横内知事が早期建設に慎重な姿勢を見せたこと からスタジアムの新設については進展が見られなかったが、サッカー関係者の新スタジアムに対する機運は高まり、たとえばJリーグの鬼武健二チェアマン（当時）は「中央新幹線の甲府駅（ここでは山梨県駅のことを指す）予定地にサッカー専用スタジアムを併設する」という構想を明かし、ヴァンフォーレ甲府の海野一幸社長（当時。2017年現在は会長）も2010年の昇格報告会で「陸上競技場でサッカーを見るのは、オペラを体育館で見るようなもの」とし、県に対して専用スタジアムの建設を要望としている。県は土地代を含めて100億円以上の費用が掛かることを懸念しつつ、検討すると回答した。

#### 建設に向けての運動
サッカー界では2013年から執行したJリーグクラブライセンス制度により他のJリーグクラブでは専用スタジアムの建設および整備が進行し、ヴァンフォーレ甲府も練習場の確保が一段落し小瀬陸上競技場に代わる新スタジアムの確保に切り替えたこと、さらにラグビーワールドカップ2019の日本開催や2020年夏季オリンピックの東京開催が決定し、それに関連して県内にサッカーやラグビー競技のキャンプ地として使用可能なスポーツ施設の建設を検討するなど 、新スタジアムについての議論が行われている。
2014年4月25日、ヴァンフォーレ甲府の運営会社であるヴァンフォーレ山梨スポーツクラブ、山梨県サッカー協会、山梨県ラグビー協会、山梨県アメリカンフットボール協会の4団体は山梨県庁を訪れて総合球技場建設を陳情し、署名活動を開始。同年9月12日に4団体の関係者がJリーグの村井満チェアマンと共に山梨県庁を訪れ、9万5627筆の署名を提出した。村井チェアマンは「是非ご配慮、ご検討お願いします」と横内知事に要請した。これに対し翌年2月を以て退任する横内知事は「次の知事が決定しやすいよう私のいる間に予算や場所など検討はしっかりやっておきたい」と述べている。これに前後して山梨県議会の議員が全国のサッカー競技場を視察のうえ本会議にて提言を行なうなど、官民を含め議論が進展していくことになる。

### 後藤知事の対応

#### 検討委員会の設置

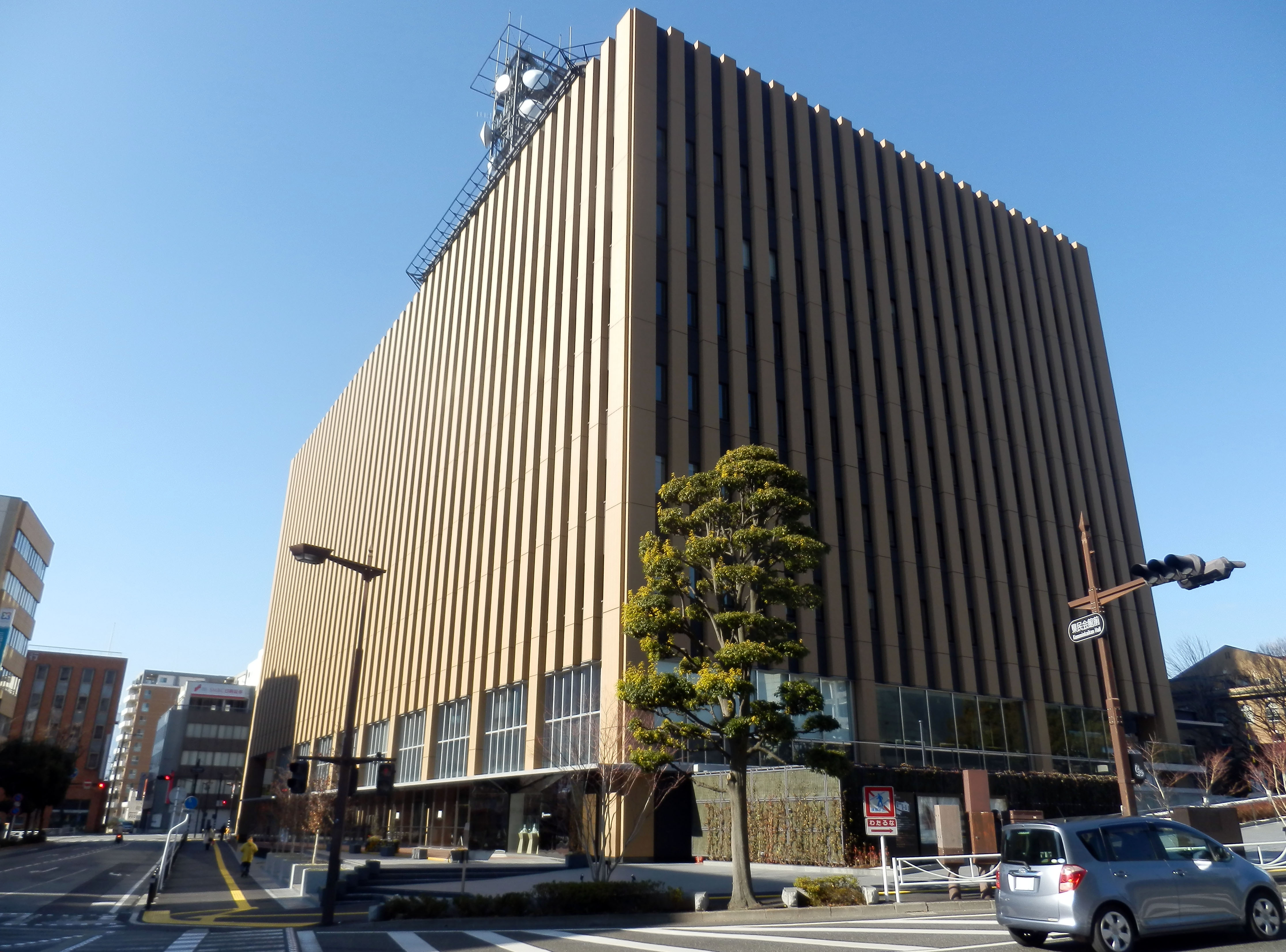
検討委員会が設置された山梨県庁舎防災新館。視察となった第2回を除き当施設の201会議室で行なわれている。

横内知事の後を引き継いだ後藤斎知事は2016年2月4日の記者会見 および2月17日の山梨県議会本会議で行なった所信演説にて、山梨県が策定している「リニア環境未来都市」と並行し、球技場について「整備を前提とした検討」に着手することを明らかにした。
3月には整備候補地として小瀬スポーツ公園を含めた中央新幹線の駅周辺とし、財源についてはスポーツ振興くじの利用や、
ふるさと納税の利用も検討されていることが報じられている。
検討委員会は6回に分けて規模や場所についての具体的議論行なわれている。
第1回
2016年6月3日に後藤知事の所信表明通り「総合球技場検討委員会」が設置され、同日開催。これまでの経緯および中央新幹線駅周辺での整備の確認を行なっている。
検討会開催時点で県有競技施設の老朽化が進行しており、それらの整備に加え3球技4団体からの陳情などが報告されている。また、設置場所について「中央新幹線駅予定地周辺」が確認された。
第2回
2016年7月24日に開催。山梨県に隣接する長野県の2球技場の視察が行われている。
| 球技場名                                      | 画像            | 竣工年 | 収容人員                      | 使用しているJリーグチーム |
| --------------------------------------------- | --------------- | ------ | ----------------------------- | ------------------------- |
| 南長野運動公園総合球技場 （長野Uスタジアム）  | 長野Uスタジアム | 2015年 | 15,491人                      | AC長野パルセイロ          |
| 長野県松本平広域公園総合球技場 （アルウィン） | アルウィン      | 2001年 | 20,000人 （うち座席16,000人） | 松本山雅FC                |

第3回
2016年8月25日に開催。第2回の視察の報告と球技場の規模についての討論が行なわれた。
観客動員数についてヴァンフォーレ甲府の観客動員数を参考に小瀬陸上競技場のみで過去最高平均観客動員を記録した2010年の12,406人を基準に新競技場へ移転したJリーグの3チーム（ジェフユナイテッド市原・千葉、ガンバ大阪、AC長野パルセイロ）
の例から専用球技場は1.5倍の動員増が見込めると試算され、約19,000人の観客予想に加えJリーグ開催時の緩衝帯設置を考慮し20,000人規模が妥当であると結論付けられた。また、フィールドについては最も広く取られるラグビーを基準にすることも確認された。
20,000人規模となればスタジアム標準の「クラス１」に合致するスタジアムとなり、AFCチャンピオンズリーグやU-23サッカー日本代表の試合が可能となる。
| チーム名           | 移転・改修前の平均観客数 （年度） | 移転・改修後の平均観客数 （年度） | 増減比 （％） |
| ------------------ | --------------------------------- | --------------------------------- | ------------- |
| ジェフ千葉         | 10,013（2004）                    | 14,731（2009）                    | 147           |
| ガンバ大阪         | 17,713（2009）                    | 25,367（2016）                    | 143           |
| 長野パルセイロ     | 3,595（2014）                     | 5,232（2016）                     | 146           |
| ヴァンフォーレ甲府 | 12,406（2010）                    | 18,609（推定）                    | 150           |

※ヴァンフォーレ甲府のみ増減値を150％固定とし、移転前の平均観客数×（増減比÷100）=移転後の平均観客数として計算。
第4回
2016年10月17日に開催。建設費および運営方法についての討論が行なわれた。
建設費の参考として4球技場（長野Uスタジアム、市立吹田サッカースタジアム、フクダ電子アリーナ、ミクニワールドスタジアム北九州（検討委開催時点では北九州スタジアム））が挙げられ、「スポーツ振興くじの利用」「国庫補助金の利用」「社会資本整備総合交付金の利用」など建設費の財源や
前回結論付けられた2万人規模の場合の運営収支シミュレーションが提示された。
| スタジアム | 画像 | 収容人数 | 建設費 （億円） | 主な財源                                               |
| ---------- | ---- | -------- | --------------- | ------------------------------------------------------ |
| 長野U      |      | 15,491   | 76.2            | 社会資本整備総合交付金33.1億、市債33.4億、県補助5億等  |
| 吹田       |      | 40,000   | 140.8           | 法人寄付99.5億、スポーツ振興くじ30億、個人寄付6.2億等  |
| フクダ     |      | 18,729   | 81              | 市債65.6億、防災関連の国庫補助金9億等                  |
| ミクニ     |      | 15,581   | 94.5            | メディアによるとスポーツ振興くじ30億、残りは市債で補填 |

※収容人数や建設費は検討委員会によるものであり、各スタジアムの公称と異なる場合がある。なお、建設費は用地取得費を含めない。
第5回
2016年11月24日に開催。候補地についての討論が行なわ、「中央新幹線駅周辺4km以内」 を基に以下の2候補に絞られている（いずれも山梨県甲府市）。
| 住所                   | 位置                                     | 中央新幹線駅予定地からの距離 | 備考                                                     |
| ---------------------- | ---------------------------------------- | ---------------------------- | -------------------------------------------------------- |
| 小瀬スポーツ公園周辺   | 北緯35度37分20.21秒 東経138度35分22.91秒 | 約3km（車での移動時間5分）   | 中央本線甲府駅から山梨交通の路線バスあり                 |
| 大津町中央新幹線駅南側 | 北緯35度36分16.15秒 東経138度33分45.79秒 | 駅前                         | 中央自動車道インターチェンジ、新山梨環状道路が至近にあり |

第6回
2016年12月21日に開催。これまで5回の委員会のまとめと付帯設備について県内向けか県外向けのどちらにすべきかの討論や候補地の交通予測が行われた。この回を以て検討委員会は終了し、12月22日に報告書が後藤知事に提出された。

#### 候補地策定

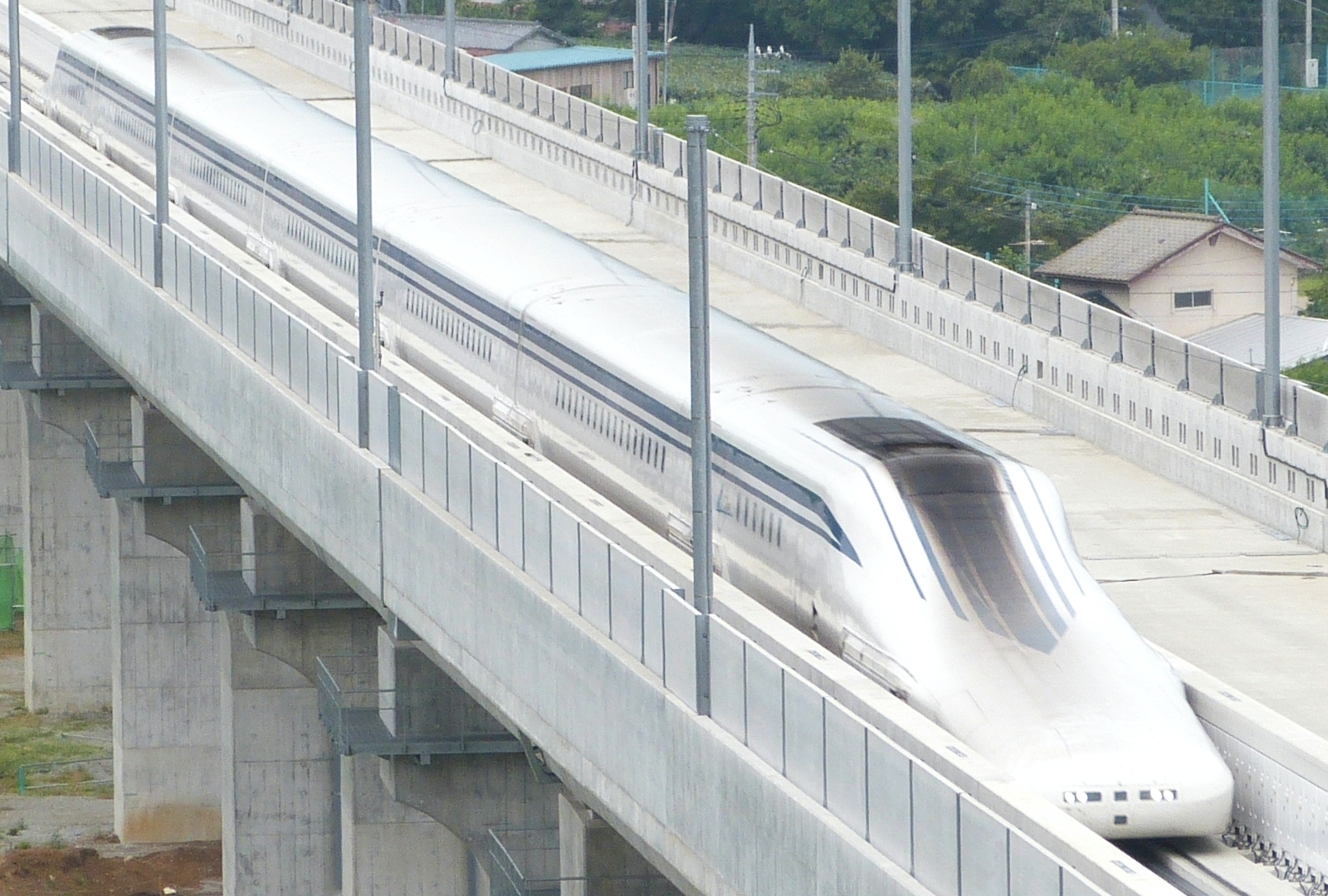
2027年開通予定の中央新幹線。候補地策定にあたり、甲府市大津町に設置が決定している山梨県駅（仮称）からのアクセスも目安となった。

2016年10月26日に「総合球技場について意見を聴く会」が開催され、総合球技場に求められる機能や建設場所についての意見が挙げられたほか、建設候補地である小瀬および大津町の住民に対する説明会も行なわれている。住民説明会では小瀬側では賛成の声が多数だった一方、大津町側は「渋滞や騒音が心配」や「サブグラウンド や駐車場がすでにある小瀬のほうが合理的」などと否定的な意見が相次いだ。一方で検討委員会の委員でもあるヴァンフォーレ甲府の海野一幸会長は「小瀬に造ったとしても単なる球技場でしかない。リニア駅とペデストリアンデッキで直結しているスタジアムができれば全国に与えるインパクトが違う。品川駅から15分か20分というアクセスも良く、新しい街づくりもできる」とし、大津町を支持している。
後藤知事は2016年度末である2017年3月までに整備構想をまとめるとしていたが、住民説明会の意向を踏まえ「調整に時間がかかる」と判断し、2017年度に先送りすることを決定した。その後数回の説明会を経て、2017年の6月県議会定例会にて後藤知事は「来月中に建設場所を決定したい」と述べた。
2017年7月11日、総合球技場の建設場所を「小瀬スポーツ公園第三駐車場」とすることが明らかとなった。 理由として「地域説明会で小瀬支持が多数」「リニア駅周辺の場合、小瀬と比べて1.8倍の土地取得費が必要」「リニア駅周辺の他の開発の自由度が狭まる」とし、小瀬案で懸念されているリニア駅からのアクセスについても「（2020年（令和2年、当時は平成32年）に竣工予定の）新山梨環状道路東側区間が完成すれば現在の約15分から約5分（いずれも車利用）に短縮可能」とした。

#### 反対意見
2017年8月11日に後藤知事が独断で決定しているとして県議会から反発があることが報じられた。これまで異論を述べていたのは日本共産党のみであったが、自由民主党会派からも「事業費や運営費、収支など中身が見えない」「総合球技場の新設はいつ決まったのか」と異論が出始めているほか、後藤知事を支持する民進党会派からも「建設ありきの議論」と苦言が呈されている。また、9月19日には新日本婦人の会から後藤知事に対して建設反対の要望書が出されている。

#### 基本計画検討委員会の設置
基本計画の策定準備や上記の反対意見を踏まえ、山梨県では2017年12月19日に第三者を含めたうえでの基本計画を策定するための「基本計画検討委員会」が設置された。
第1回
2017年12月19日に山梨県庁防災新館で実施され、これまでの経過や国内外の球技場の整備状況について確認が行われている。また、基本計画検討委員会では県民負担の最小化や付帯施設の話し合いも行い、2019年にも策定を実施することが確認された。
第2回
2018年1月29日に長野県の南長野運動公園総合球技場（長野Uスタジアム）で実施され、改めて南長野運動公園総合球技場の施設視察や建設までの経緯について話し合いがもたれた。
第3回
2018年5月6日に山梨県庁防災新館で実施され、収益性を高める付帯的機能についての話し合いが行われた。委員からは「ラウンジを無尽の場にする」「フットサルのコートを設ける」などの意見が出たが、県民に要望を問うことになり、アンケートを実施することを決めた。5月29日に山梨県はアンケートのサイトを公開し、6月15日まで回答を集め付帯的機能の資料とすることにしている。
第4回
2018年7月23日に山梨県庁防災新館で実施され、アンケート調査の結果が報告された。個人・近隣住⺠の票数を2,400、競技団体の票数を48とし、複数回答可能としたうえのでの「スポーツ付帯施設」「便益施設」「その他施設」毎の結果は以下の通り。
| 施設名                   | 個人・近隣住⺠ （％） | 競技団体 （％） |
| ------------------------ | --------------------- | --------------- |
| トレーニングジム         | 981（41）             | 17（35）        |
| 芝生練習場               | 911（38）             | 10（21）        |
| ロッカー室・シャワー室   | 822（34）             | 22（46）        |
| ランニングコース         | 800（33）             | 12（25）        |
| アリーナ（小規模体育館） | 564（24）             | 24（50）        |

上記5施設について県民ニーズが高いとされ、それ以外にもスポーツクリニック、大型ミラースペース、スケートボード場などが上位に入っている。委員会のまとめでは表に挙げれた5施設とスポーツクリニックについて整備が推奨されている。
| 施設名                   | 個人・近隣住⺠ （％） | 競技団体 （％） |
| ------------------------ | --------------------- | --------------- |
| 飲食店（カフェ・バー等） | 1417（59）            | 29（60）        |
| コンビニエンスストア     | 1160（48）            | 26（54）        |
| レストラン               | 1070（45）            | 20（42）        |

個人・近隣住⺠、競技団体とも上記3施設が上位となり、それ以外にもスポーツ用品店、バーベキューエリアなどが上位に入っている。委員会のまとめでは表に挙げれた3施設について整備が推奨されている。
| 施設名               | 個人・近隣住⺠ （％） | 競技団体 （％） |
| -------------------- | --------------------- | --------------- |
| 子ども広場           | 769（32）             | 13（27）        |
| アスレチックエリア   | 546（23）             | 8（17）         |
| 健康遊具ゾーン       | 528（22）             | 13（27）        |
| スポーツミュージアム | 389（16）             | 11（23）        |

上記4施設が上位となり、それ以外にも託児所が上位に入っている。委員会のまとめでは個人・近隣住⺠、競技団体とも1位だった子ども広場と比率ではアスレチックエリアおよび健康遊具ゾーンより下位であるがVIPやビジネスラウンジ利用者向けとしてスポーツミュージアムの2施設について整備が推奨されている。
それ以外にも施設活用として個人・近隣住⺠がイベント・コンサート利用、競技団体が会議室利用のニースが高く、委員会のまとめではこの2つが整備目的として推奨されている。また、具体的に要望として「スタジアムのスタンドの規格」と「駐⾞場」の要望が高く、前者はJリーグクラブライセンスのJ1リーグ開催に準じた規格、後者は自動車での来訪が多いことからそれに見合った整備が求められていることが報告された。
第5回

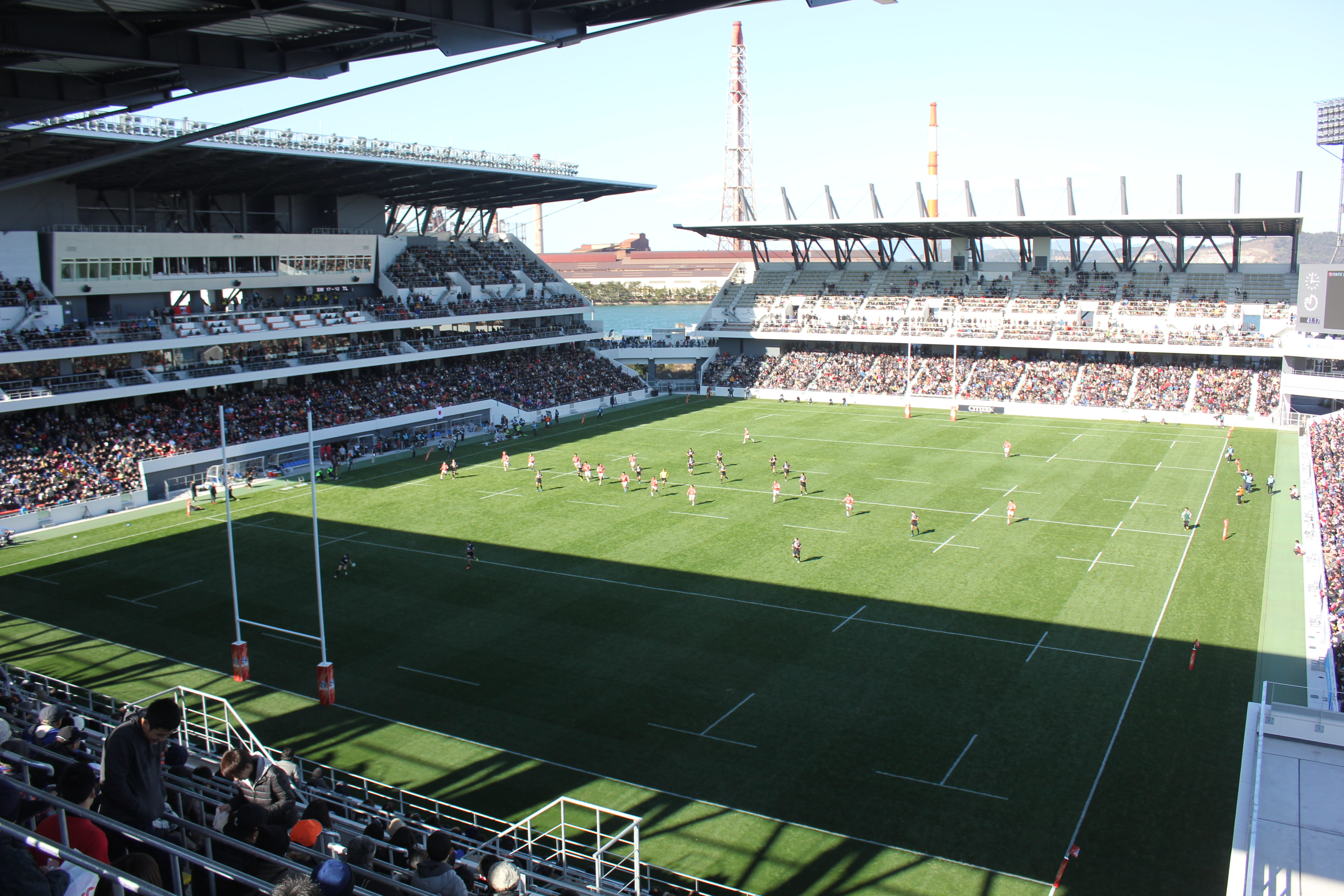
モデルプランのイメージに近い北九州市のミクニワールドスタジアム北九州。メイン・バック・左右サイドで独立させることで建設費の抑制し、スタンド間は外側コンコースで結び往来可能としている。

2018年10月20日に山梨県庁防災新館で実施され、競技場のモデルプランが公表された。建物はメイン・バック・両サイドを4分割して円形に繋げずに独立させ、またメインのみを4階建とし他は2階建となっている。また、観客は2階から入場し、コンコースと屋外デッキをつないで周囲約600メートルの通路を確保し、自由に移動できるようにしている。併せて各フロアの附帯施設を含めたイメージも提示されている。モデルプランのイメージはこれまで視察に訪れた長野Uスタジアムではなく、検討委員会の参考となったミクニワールドスタジアム北九州に近い。
| 階数 | メインスタンド                                           | バックスタンド                                | 左側サイドスタンド                                | 右側サイドスタンド                                |
| ---- | -------------------------------------------------------- | --------------------------------------------- | ------------------------------------------------- | ------------------------------------------------- |
| 4F   | 運営フロア メディア関係フロア                            | －                                            | －                                                | －                                                |
| 3F   | 会議室 メインスタンド観客席                              | －                                            | －                                                | －                                                |
| 2F   | メインスタンド用入出場口 メインスタンド観客席 VIPエリア  | バックスタンド用入出場口 バックスタンド観客席 | 左サイドスタンド用入出場口 左サイドスタンド観客席 | 右サイドスタンド用入出場口 右サイドスタンド観客席 |
| 2F   | 屋外デッキ・コンコース（売店、トイレ、ランニングコース） |                                               |                                                   |                                                   |
| 1F   | 建営フロア 選手フロア メディア関係フロア                 | 管理関係エリア アリーナエリア ⺠間収益エリア  | トレーニング・フィットネスエリア ⺠間収益エリア   | 管理関係エリア 芝生練習場エリア                   |

その他、球技場の配置位置 や想定される活用方法 についても話し合いが行われている。
第6回
2018年12月25日にホテル談露館で実施され、環境共生・防災機能・交通アクセスの考え方や運営収支の改善に向けた方策、事業手法について取りまとめが行われた。
第7回
2019年3月20日に山梨県庁防災新館で実施され、基本計画に関する報告書が発表された。第5回で取りまとめられたモデルプランで整備された場合総事業費は110億から120億、運営・維持管理費は1億3千万から1億4千万円と試算と試算され、利用料収入はネーミングライツ収入を含めて6千万から8千万円で差額の県負担は5千万から8千万円と試算された。参考意見として山梨中銀スタジアムを同等の設備に改修する場合、総事業費は85億円としている。この報告書を基に2019年山梨県知事選挙で後藤を破り新知事に就任した長崎幸太郎は判断を行うとしている。

### 長崎知事の対応

#### 計画の見直し
長崎知事は2019年11月26日の定例会見で事業費は110億から120億、運営・維持管理費は1億3千万から1億4千万円と試算された後藤案に対し「県の負担が大きい」とし、全面的に見直す考えを表明した。その上で、「収益を生む産業として県のスポーツをとらえ直し、総合球技場自体が自立的に収益を挙げられる道筋を考えていきたい」と述べ、懇談会設置費用を盛り込んだ補正予算案を提出し、収益性を重視し財政負担を減らす方向で検討に入るとしている。

#### 天皇杯優勝による議論再燃
その後ヴァンフォーレ甲府がJ2に留まっていたこともあり進展が見られなかったが、天皇杯 JFA 第102回全日本サッカー選手権大会でヴァンフォーレ甲府が優勝し、AFCチャンピオンズリーグ2023/24への出場権を得られたが、ヴァンフォーレ甲府における問題でも述べた通りJITリサイクルインクスタジアムがACL開催の基準に達しておらず、県外での開催を余儀なくされている。
これにメディアも反応し、サッカージャーナリストの大住良之は「このままではACL開催どころかJ1ライセンスを失いかねない」と述べ、スポーツ報知も「県民栄誉賞は授与されたが、メダルや賞状で足りるのは子どもの運動会までの話」と自治体の動きをけん制している。
2023年6月23日、山梨県議会の代表質問で県観光文化スポーツ部は「持続可能性なき建設」として改めて否定的な姿勢を示している。